# Claude A. Swanson

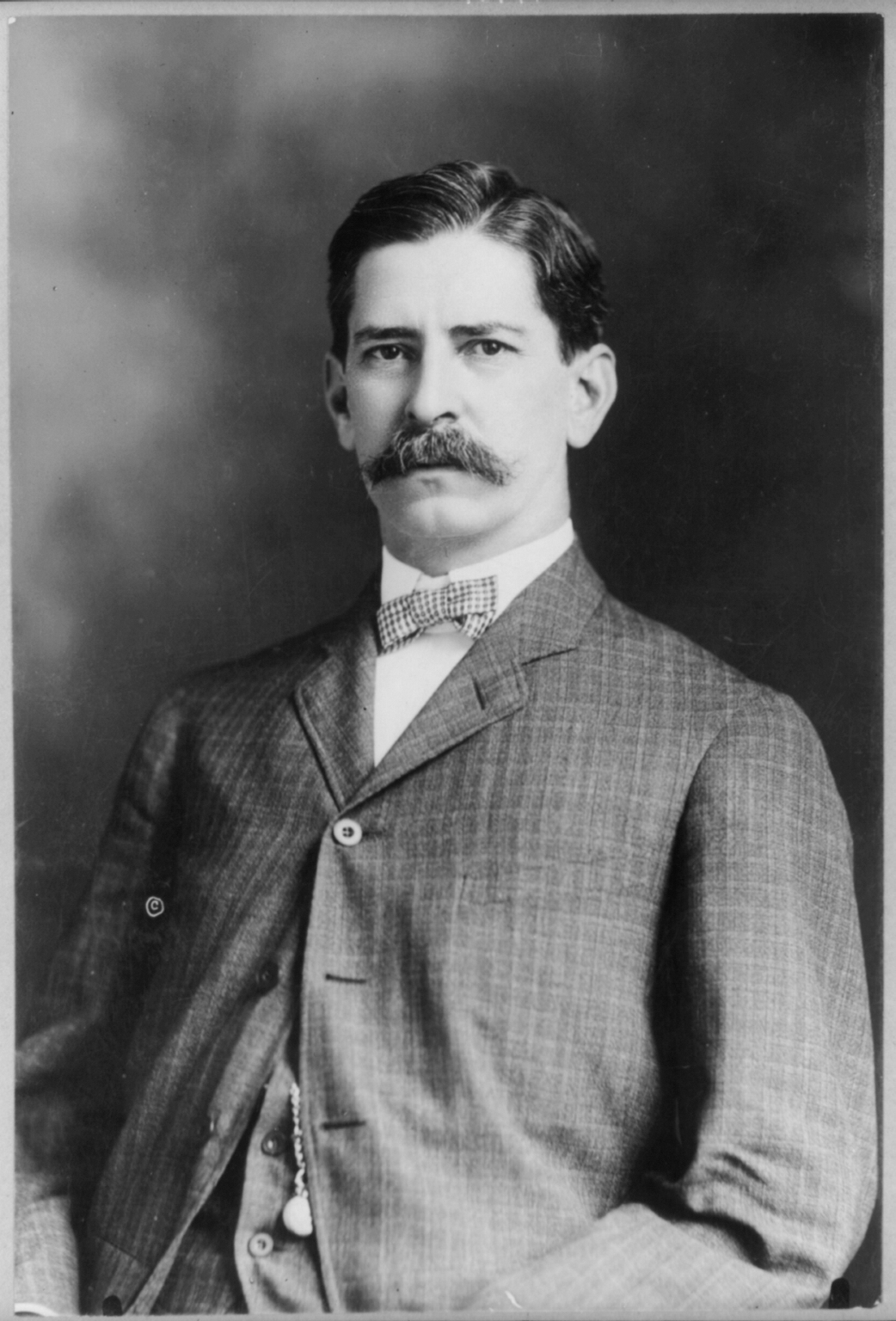
Claude A. Swanson (etwa 1910)

Claude Augustus Swanson (* 31. März 1862 in Swansonville, Virginia; † 7. Juli 1939 in Rapidan Camp, Virginia) war ein US-amerikanischer Politiker und von 1906 bis 1910 Gouverneur des Bundesstaates Virginia. Außerdem vertrat er seinen Staat in beiden Kammern des Kongresses; von 1933 bis zu seinem Tod war er Marineminister unter Präsident Franklin D. Roosevelt.

## Frühe Jahre
Claude Swanson besuchte die öffentlichen Schulen seiner Heimat und unterrichtete später selbst als Lehrer. Dann studierte er am Virginia Agricultural and Mechanical College in Blacksburg. Bis 1885 besuchte er dann noch das Randolph-Macon College in Ashland. Mit einem Jurastudium an der University of Virginia beendete er im Jahr 1886 seine Ausbildung. Nach seiner im gleichen Jahr erfolgten Zulassung als Rechtsanwalt begann er in Chatham im Pittsylvania County seinen neuen Beruf auszuüben.

## Politische Laufbahn

### Kongressabgeordneter
Swanson wurde Mitglied der Demokratischen Partei. Im Jahr 1892 wurde er als Abgeordneter in das US-Repräsentantenhaus gewählt. Dort trat er sein neues Mandat am 4. März 1893 an. In den folgenden Wahlen wurde er jeweils wiedergewählt, so dass er sein Mandat bis zu seinem Rücktritt am 30. Januar 1906 ausüben konnte. Im Jahr 1901 bewarb er sich in seiner Partei erfolglos um die Nominierung für das Amt des Gouverneurs von Virginia. In seiner Zeit als Kongressabgeordneter war er in keinem wichtigen Ausschuss vertreten. Nachdem er im Jahr 1906 dann doch zum Gouverneur seines Staates gewählt worden war, legte er sein Mandat nieder.

### Gouverneur von Virginia
Claude Swanson trat sein neues Amt am 1. Februar 1906 an. In seiner vierjährigen Amtszeit wurde der Elektrische Stuhl als Hinrichtungsmethode in Virginia an Stelle des Hängens eingeführt. Der Haushalt für die Grundschulen wurde verdoppelt und zwei neue Ausbildungsstätten für Lehrer wurden gegründet.

### US-Senator
Nach dem Ende seiner Gouverneurszeit am 10. Februar 1910 wurde Swanson zum Nachfolger des am 29. Juni 1910 verstorbenen John W. Daniel als US-Senator ernannt. Dort sollte er zunächst die bis zum März 1911 laufende Amtszeit seines Vorgängers beenden. Danach wurde er selbst in dieses Amt gewählt. Nach einigen Wiederwahlen übte er das Mandat als Senator zwischen dem 1. August 1910 und dem 3. März 1933 aus. Im Senat war er zeitweise Vorsitzender des Ausschusses zur Verwaltung öffentlicher Liegenschaften (Committee on Public Buildings and Grounds). Außerdem war er Mitglied des Ausschusses für Marineangelegenheiten und eines weiteren Ausschusses, der die Marineausgaben kontrollierte.

### Marineminister
Nach dem Amtsantritt von Franklin D. Roosevelt wurde Swanson vom neuen Präsidenten als Secretary of the Navy in sein Kabinett berufen. Dieses Amt bekleidete er bis zu seinem Tod im Juli 1939 im Rapidan Camp, einem Sommersitz der amerikanischen Präsidenten. Claude Swanson war zweimal verheiratet. Ihm zu Ehren benannte der US-amerikanische Polarforscher Richard Evelyn Byrd die Swanson Mountains, einen Gebirgszug in der Antarktis.